# Ignaz Brüll
Ignaz Brüll (Prostějov, 7 novembre 1846 – Vienna, 17 settembre 1907) è stato un compositore e pianista austriaco.

## Biografia
Era il primogenito di una ricca famiglia ebrea di commercianti in Moravia. Nel 1850 i suoi genitori si trasferirono a Vienna ed egli era destinato a prendere le redini dell'azienda paterna, ma rivelò doti musicali e grande interesse per la musica. Studiò pianoforte con Julius Epstein e composizione musicale con Johann Rufinatscha e Felix Otto Dessoff.
Nel 1864 compose la sua prima opera, Die von Bettler Samarkand, e la propose al Teatro di corte di Stoccarda, capitale del Württemberg. Verso la fine del 1866, si stava occupando personalmente della messa in scena dell'opera, ma i suoi piani fallirono e la partitura scomparve negli archivi. Tuttavia, ottenne importanti successi con la sua Prima serenata per orchestra e fu apprezzato il suo virtuosismo al pianoforte.
Nei quindici anni seguenti, eseguì numerosi concerti che lo portano, non solo nei centri musicali, come ad esempio Praga, Breslavia, Berlino, Monaco di Baviera, Francoforte sul Meno, Dresda e Lipsia, ma anche in località più remote della monarchia degli Asburgo. Tra una tournée e l'altra eseguì regolarmente concerti a Vienna. Nel 1871 gli fu offerta una cattedra di pianoforte presso il Conservatorio Stern a Berlino, ma la rifiutò per evitare la separazione dalla sua famiglia. Insegnò, dal 1872, nella scuola Horak Piano, una delle più grandi scuole di musica private a Vienna e ne divenne, nel 1881, il direttore artistico. Nel 1890 rifiutò un posto presso il Conservatorio di Vienna.
Il successo della sua seconda opera, Das goldene Kreuz, la cui prima venne data il 22 dicembre 1875 a Berlino, lo portò alla ribalta fuori dall'oscurità dei compositori contemporanei rafforzando la sua carriera di pianista. L'editore di Londra Chappell & Co. lo scritturò, nei primi mesi del 1878, per due concerti in Inghilterra. Allo stesso tempo, l'impresario Carl Rosa stava preparando una produzione di Das goldene Kreuz, che presentò in anteprima a Londra, al Teatro Adelphi il 2 marzo 1878. Nello stesso anno debuttò in un concerto popolare del lunedi ottenendo un tale successo che lo fece scritturare per più di venti altre esibizioni a Londra, Liverpool e Manchester. Si recò, ancora una volta, in Inghilterra nel 1881 e tra il 31 gennaio e il 9 marzo diede otto concerti.
Le due tournée in Inghilterra segnarono la sua carriera di virtuoso. Negli anni successivi ridusse significativamente il numero delle apparizioni pubbliche, al fine di concentrarsi di più sulla composizione. Dopo il suo matrimonio, nel 1882, con Marie Schosberg, la figlia di un banchiere di Vienna, la sua casa divenne un punto chiave d'incontro della città. Era circondato da una grande cerchia di amici quali Brahms, Karl Goldmark, Julius Epstein, Robert Fuchs, Anton Door, Ludwig Rottenberg, Richard von Perger, Eusebio Mandyczevski, Eduard Hanslick, Mahler, Theodor Billroth e Joseph Breuer.
Trascorreva i mesi estivi con la famiglia in Alta Austria, la prima volta nel Bad Ischl e, nel 1890, fece costruire una casa a Unterach am Attersee, che divenne un luogo accattivante d'incontro per musicisti, artisti e letterati.
La sua ultima opera Der Husac e il balletto  Märchen aus der Champagne vennero rappresentate a Vienna nel 1896. Divenne amico di Brahms e attribuiva grande importanza ai consigli di quest'ultimo, utilizzati nella composizione di numerosi lieder, duetti, cori e un'importante serie di opere strumentali, tra cui una sinfonia. Lo stile delle sue opere può essere collegato a quello di François-Adrien Boieldieu e Daniel Auber. Egli aprì la strada ai nuovi singspiel austriaci.
Morì improvvisamente a Vienna e il suo pubblico lo considerò come un musicista serio, onesto e sincero.

## Composizioni principali

### Opere
- Die Bettler von Samarkand '1864),
- Das goldene Kreuz (Berlino, 22 dicembre 1875): la sua opera di maggior successo,
- Der Landfriede (Vienna, 4 ottobre 1877),
- Bianca (Dresda, 25 novembre 1879),
- Königin Marietta (Monaco di Baviera, 1883),
- Gloria (Amburgo, 1886),
- Das steinerne Herz (Vienna, 1888),
- Gringoire (Monaco di Baviera, 19 marzo 1892),
- Schach dem Könige (Monaco di Baviera, 1893),
- Der Husar (Vienna, 1898) : grande successo,
- Rübezahl (non rappresentata).

### Balletto
- Ein Märchen aus der Champagne (1896),

### Musica per orchestra
- Im Walde, ouverture,
- Tre serenate e una suite di danze,
- Due concerti per pianoforte,
- Concerto per violino
- Pezzi per pianoforte,
- Lieder,
- Sinfonia op. 31 in mi minore.

## Discografia selettiva
La sinfonia op. 31, la Serenata nº 1 op. 29, l'ouverture Macbeth e il concerto per violino il la minore op. 41 sono stati registrati. La Cameo Classics ha registrato, nel 2010, composizioni per pianoforte e la Sonata per pianoforte op. 73 nº 3.
Nel 1999, per l'etichetta Hyperion, Martin Roscoe, accompagnato dalla BBC Scottish Symphony Orchestra, diretta da Martyn Brabbins, ha interpretato i concerti per pianoforte op. 10 e op. 24, oltre all'Andante e Allegro, op. 88, per pianoforte e orchestra.